# Kurpark, Wiesbaden

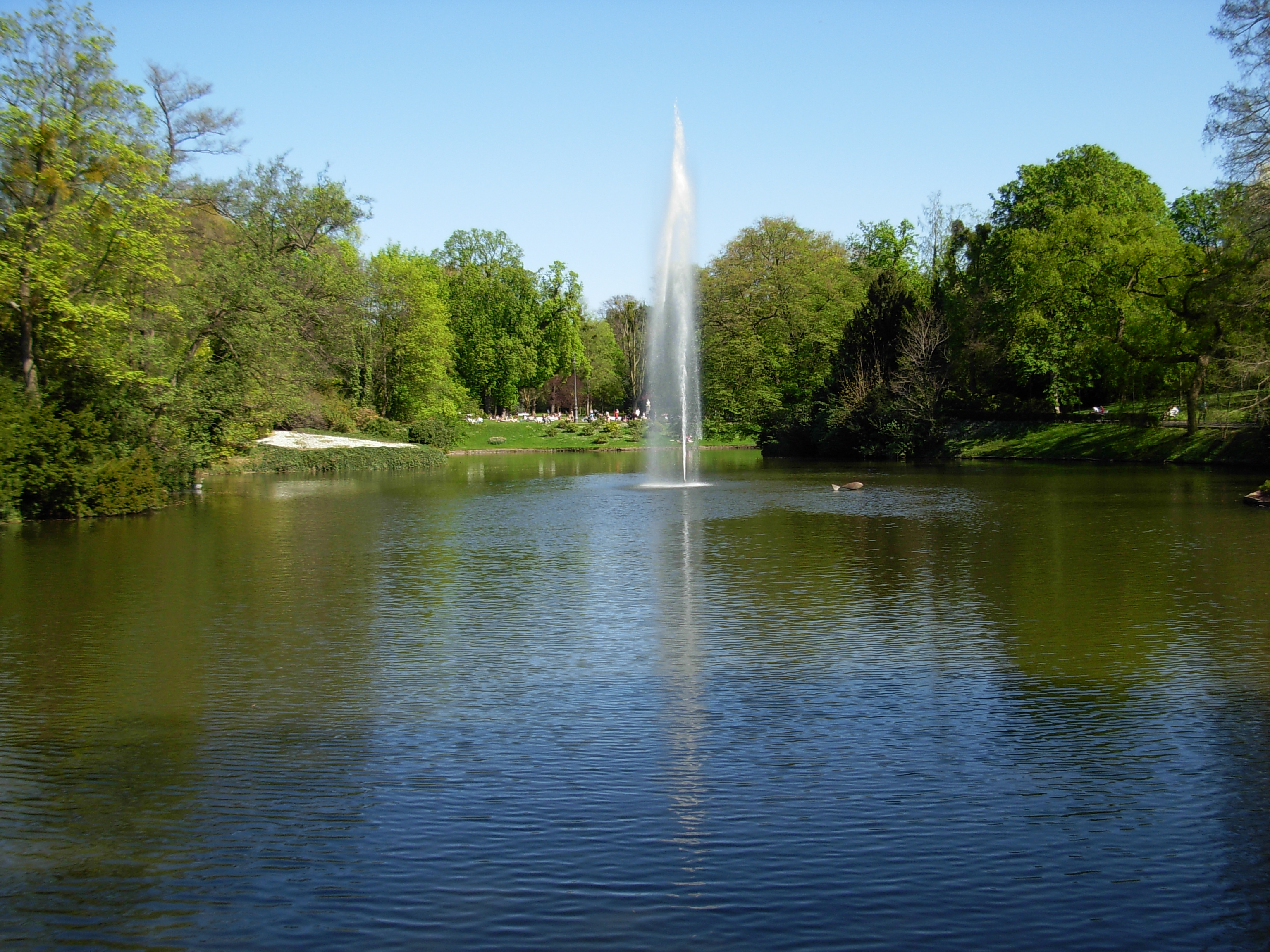
Parken Kurpark i Wiesbaden med fontänen

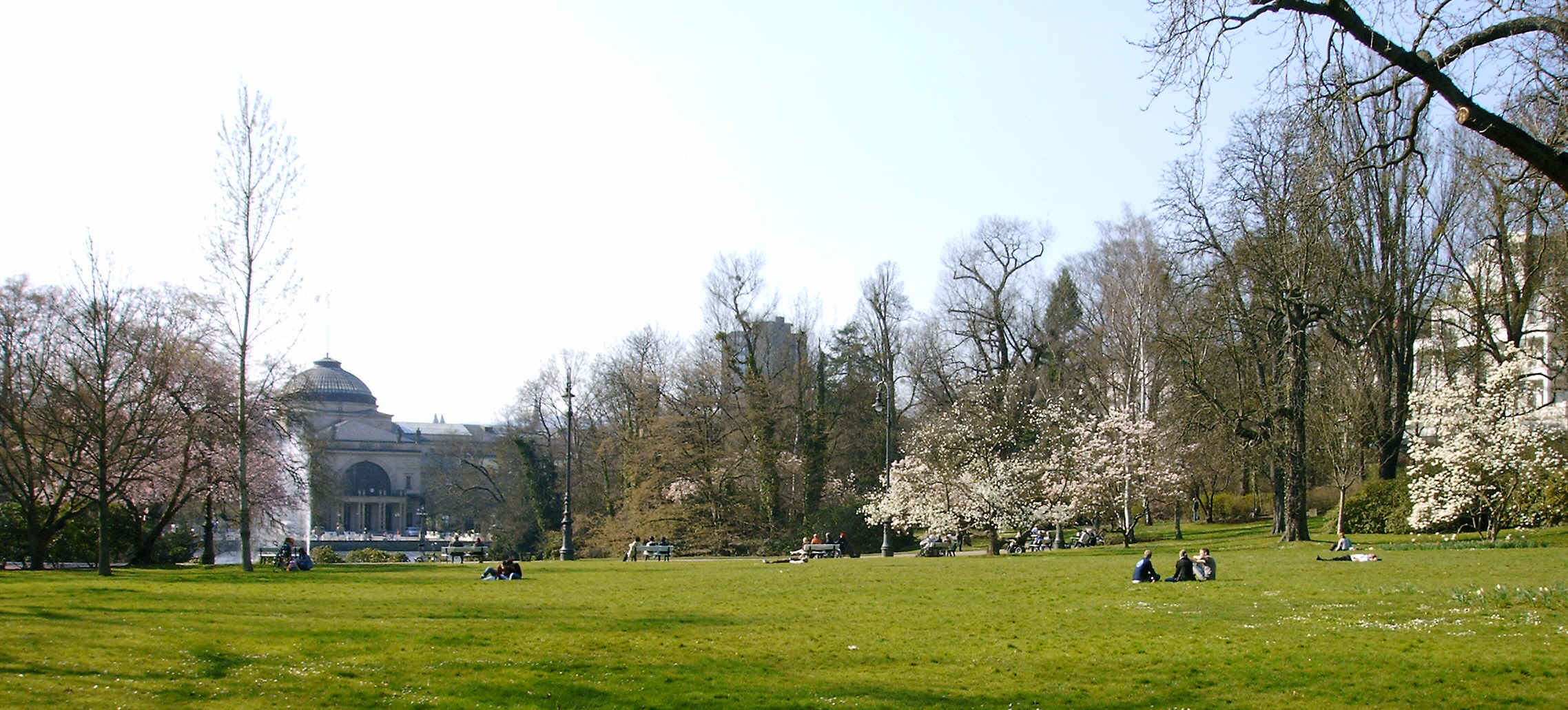
Kurpark, med Kurhuset i bakgrunden

Kurpark är en park i stadsdelen Nordost i Wiesbaden, Tyskland. Parken ligger centralt i staden och har en yta på 75 000 kvadratmeter. Den anlades 1852 i engelsk stil. Vid parken ligger Kurhaus med konferensanläggning och casino.

## Kommunikationer
Lokala ESWE-bussar stannar vid hållplatsen Kurhaus/Theater (linjerna 1, 8 och 16).